# Djurskyddet Sverige
Djurskyddet Sverige är en svensk rikstäckande ideell förening och med sina cirka 45 lokala föreningar och drygt 10 000 medlemmar en av Sveriges större djurskyddsorganisationer. Föreningen arbetar ideellt för att hjälpa djur som far illa och för att förbättra djurskyddet i landet och har gjort det i över hundra år och är både partipolitiskt och religiöst obundet.
Djurskyddet Sverige arbetar både på lokal nivå, nationellt och internationellt. De är remissanstalt till exempelvis myndigheter i djurskyddsfrågor. Organisationen accepterar att människan använder sig av djur, så länge djuren respekteras och ges möjlighet att bete sig naturligt, har en bra livskvalitet och ett meningsfullt liv. Organisationens uppdrag är att sprida kunskap om hur man bör sköta olika sorters djur på bästa sätt samt vara rådgivare till människor i olika djurskyddsfrågor.

## Historia
1893 väckte Ernst Wadstein förslag om en riksorganisation för svenska djurskyddsföreningar. Den 4 juni 1897 som Svenska Djurskyddsföreningarnas Centralförbund (SDC). 1939 ändrades namnet till Sveriges Djurskyddsföreningars Riksförbund, och den 1 mars 2004 till Djurskyddet Sverige.
Svenska Allmänna Djurskyddsföreningen och Nordiska Samfundet mot plågsamma djurförsök (numera Djurens Rätt) lämnade förbundet på 1950-talet men fortsatte samarbeta i viktiga frågor.

## Verksamhet
Organisationen delar regelbundet ut olika sorters bidrag och stipendier, både till sina anslutna föreningar och samarbetsföreningar, men även till enskilda personer.
Djurskyddet Sverige anordnar även kampanjer kring aktuella frågor, ett exempel är kampanjen föreningen genomförde 2007 angående kravet på obligatorisk ID-märkning av katter som resulterade i över 100 000 namn.
Djurskyddet Sverige driver skolprojektet REDE (som står för respekt, empati, djur, etik) som vänder sig till barn mellan sex och nio år och är till för att utveckla deras respekt och empati för djur redan då de är små. Det är Djurskyddet Sveriges mål att alla barn och ungdomar i grundskolan ska få obligatorisk undervisning i etik och djurskydd.
Djurskyddet Sverige uppger att de inte får statliga bidrag, utan att de är helt och håller beroende av sina medlemmar och gåvor.